# Coupe d'Allemagne féminine de football 1985-1986
Navigation
Édition précédente Édition suivante
Le DFB-Pokal Frauen 1985-1986 est la sixième édition de la Coupe d'Allemagne féminine.
Il s'agit d'une compétition à élimination directe ouverte aux meilleurs clubs des fédérations régionales. Elle est organisée par la Fédération allemande de football (DFB).
La finale a lieu le 3 mai 1986 au stade olympique de Berlin. Le club TSV Siegen remporte sa première Coupe d'Allemagne.

## Format
Les équipes participantes sont les vainqueurs des coupes des fédérations régionales, chaque fédération envoie une équipe. La compétition commence avec les huitièmes de finale qui se jouent sur un match, comme les quarts de finale et les demi-finales. 
La finale se joue le 3 mai 1986 en lever de rideau de la finale masculine.

## Demi-finales
Les matchs se jouent le 29 et 31 mai 1986.
| Equipe 1           | Equipe 2                 | Score |
| ------------------ | ------------------------ | ----- |
| Bayern Munich      | SSG 09 Bergisch Gladbach | 0 - 5 |
| SC 07 Bad Neuenahr | TSV Siegen               | 0 - 3 |

## Finale
| 3 mai 1986 | TSV Siegen | 2 - 0   | SSG 09 Bergisch Gladbach | Stade olympique de Berlin, Berlin |                      |
|            |            | (1 - 0) |                          | Spectateurs : 10 000              | Spectateurs : 10 000 |

- Le TSV Siegen remporte son premier trophée, le club comptait dans ses rangs Silvia Neid, une des joueuses les plus titrées du football féminin allemand et future sélectioneuse de l'équipe nationale[2].